# 杉山古墳
杉山古墳（すぎやまこふん）は、奈良県奈良市大安寺にある古墳。形状は前方後円墳。大安寺古墳群を構成する古墳の1つ。国の史跡に指定されている（史跡「大安寺旧境内 附 石橋瓦窯跡」のうち）。

## 概要

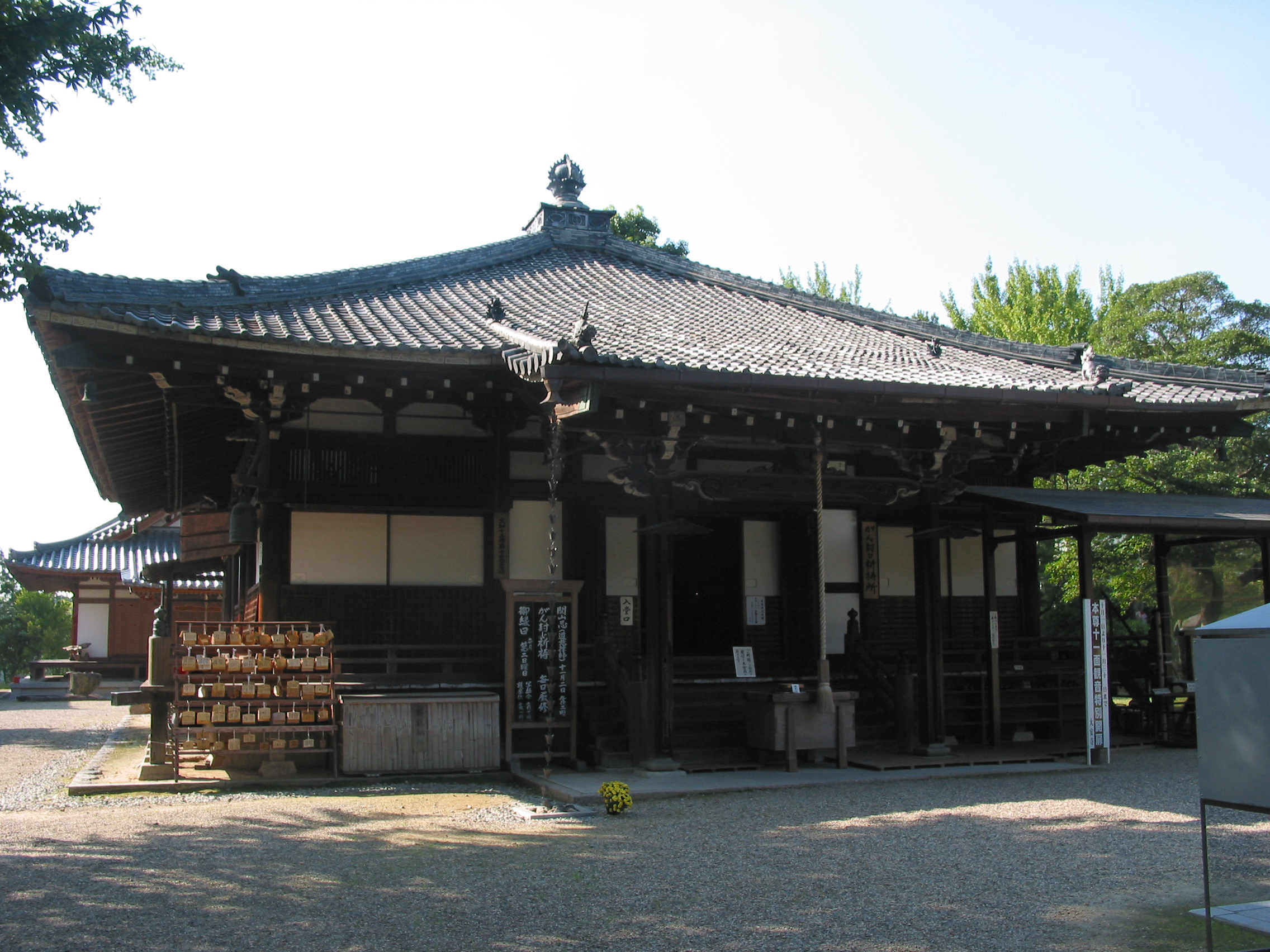
大安寺

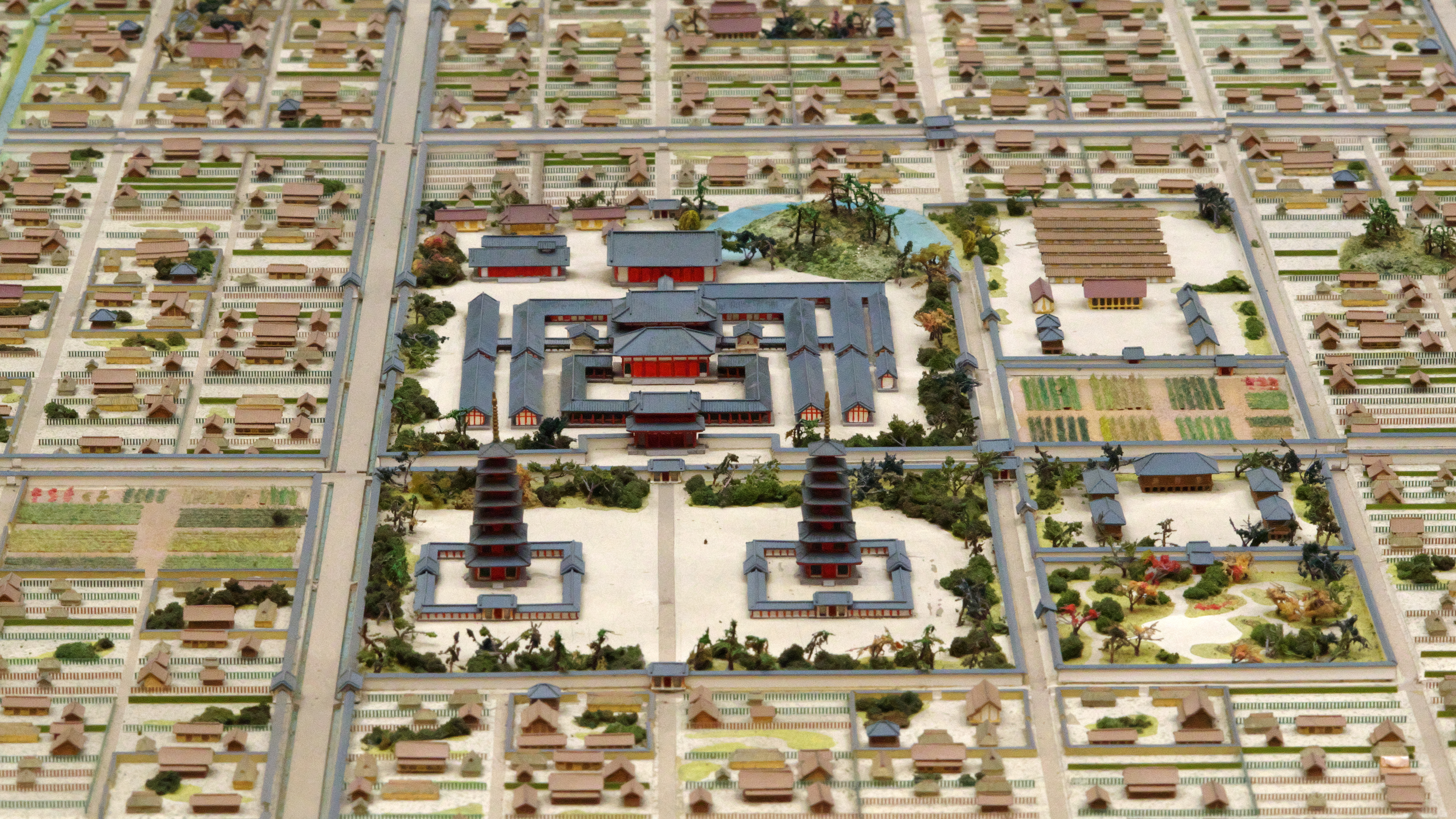
奈良時代の大安寺伽藍の模型伽藍奥に杉山古墳が所在する。奈良市役所所蔵平城京1/1000模型の一部。

奈良盆地北東部、春日山山麓西端の能登川扇状地に築造された大型前方後円墳である。付近には墓山古墳・野神古墳があり、本古墳とともに大安寺古墳群を形成する。大安寺（南都七大寺の1つ）旧境内の隅に取り込まれて位置し、一説には「隅山」が「杉山」に転訛したとされる（『大和志』）。1955年（昭和30年）・1990-1994年（平成2-6年）に発掘調査が実施されている。
墳形は前方後円形で、前方部を南方向に向ける。墳丘外表では葺石が認められるほか、円筒埴輪列（朝顔形埴輪含む）・形象埴輪（家形・蓋形・甲冑形・盾形・靫形・人物形・動物形埴輪）が出土している。また墳丘東側の前方部寄りには造出を有する。墳丘周囲には浅い盾形周濠が巡らされ、周濠を含めた古墳全長は200メートル以上を測り、濠の外堤内斜面にも葺石が認められる。埋葬施設は明らかでないが、発掘調査時の墳丘封土に粘土の混入が認められたことから、元は粘土槨が存在したが破壊されたとする説が挙げられている。
築造時期は、古墳時代中期の5世紀後半頃と推定される。奈良盆地の平地部では数少ない大型前方後円墳であるとともに、後世の大安寺による利用を物語る点でも特色を示す古墳である。
古墳域は1968年（昭和43年）に国の史跡に指定されている（史跡「大安寺旧境内」のうち）。現在では史跡整備のうえで史跡大安寺旧境内杉山古墳地区として公開されている。

## 遺跡歴
- 和銅3年（710年）、平城京遷都。大官大寺が京内に移転（現在の大安寺）、その際に墳丘・周濠の一部が破壊[2]。
- 天平19年（747年）勘録の「大安寺伽藍縁起並流記資材帳」に「一坊池并岳」として記述[2][1]。
- 奈良時代末期-平安時代、墳丘上で瓦窯6基の構築（大安寺杉山瓦窯群）[4]。
- 1955年（昭和30年）、後円部の発掘調査（奈良県立橿原考古学研究所）[2]。
- 1968年（昭和43年）3月4日、国の史跡「大安寺塔跡」に本古墳含む大安寺旧境内を追加指定し、指定名称を「大安寺旧境内」に変更[7]。
- 1990-1994年（平成2-6年）、史跡整備事業に伴う発掘調査（奈良市教育委員会、1997年に報告）[2]。
- 2006年（平成18年）1月26日、史跡指定名称が「大安寺旧境内 附 石橋瓦窯跡」に変更[7]。

## 墳丘
墳丘の規模は次の通り。

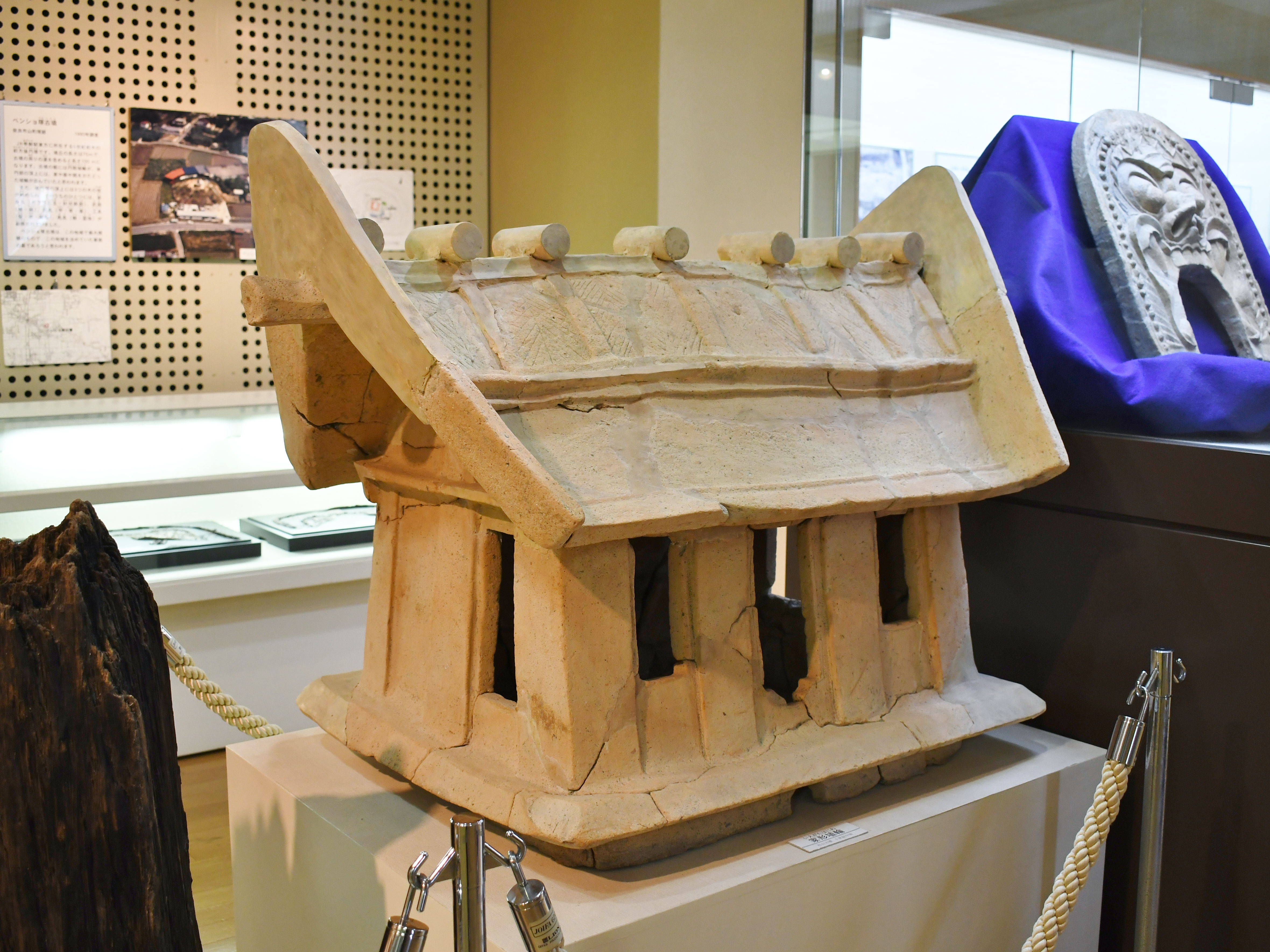
家形埴輪奈良市埋蔵文化財調査センター展示。

- 古墳総長：200メートル以上[5] - 周濠を含めた古墳全長。
- 墳丘長：154メートル（現存120メートル）
- 後円部
  - 直径：84メートル
  - 高さ：11.2メートル
- 前方部
  - 幅：95メートル
  - 高さ：9.5メートル
- 造出
  - 東西14メートル・南北21-24メートル

和銅3年（710年）の大安寺創建の際には前方部の一部が削平されたうえで、前方部前面の周濠を埋め立てて僧房が建てられている。また残る前方部上では、奈良時代末期-平安時代に瓦窯6基が構築されている（大安寺杉山瓦窯群）。

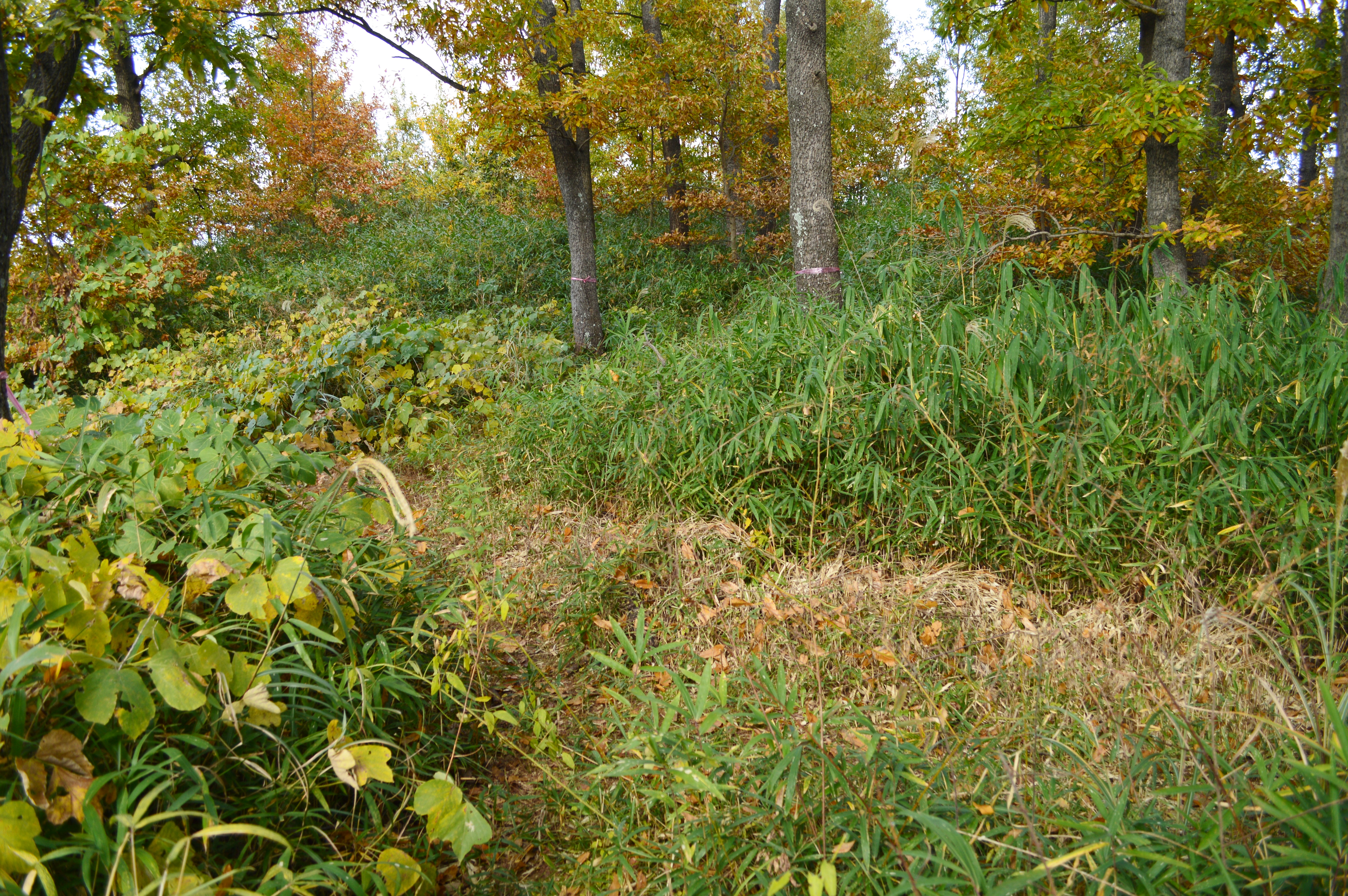
前方部から後円部を望む
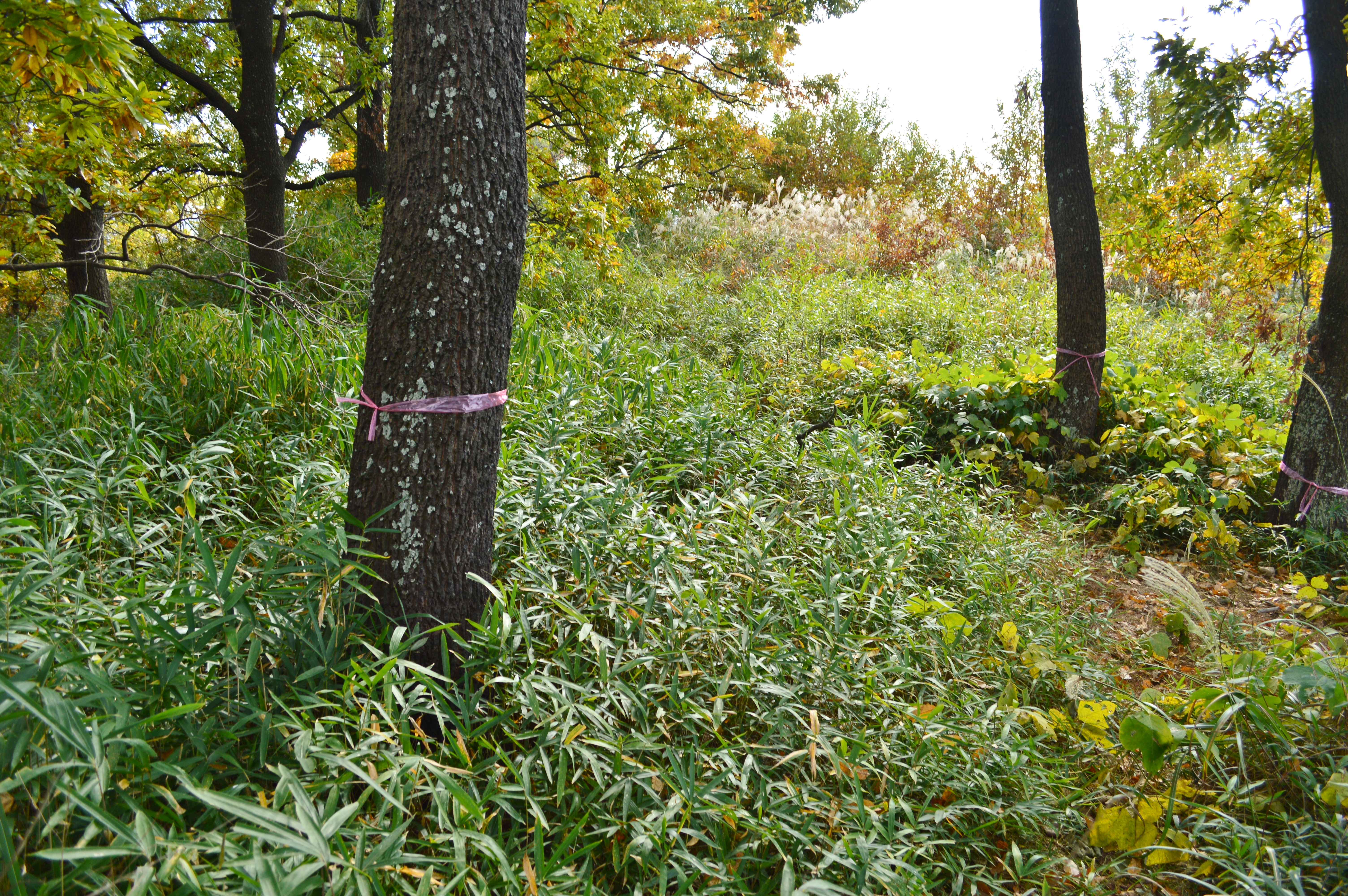
後円部から前方部を望む
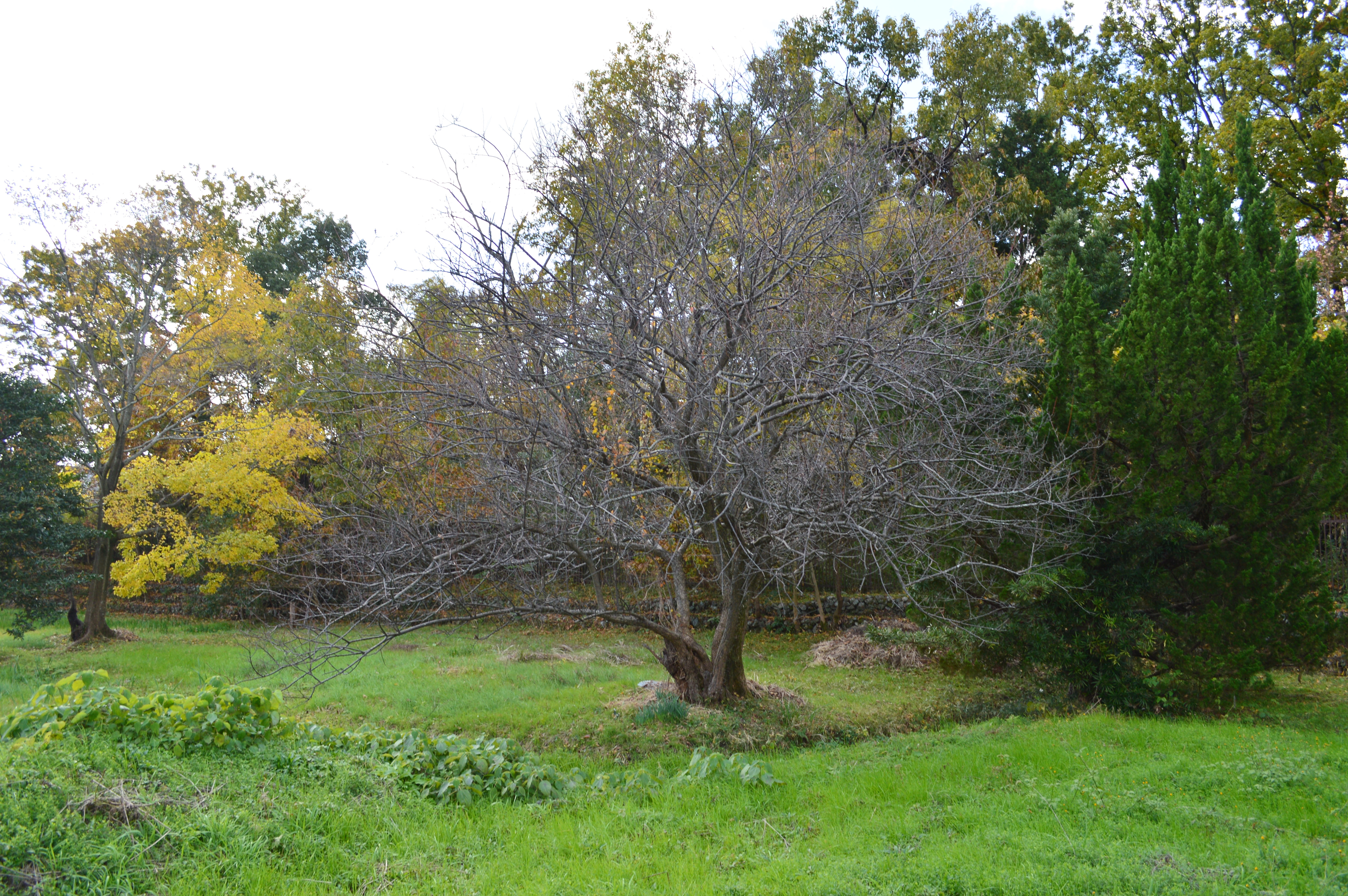
造出
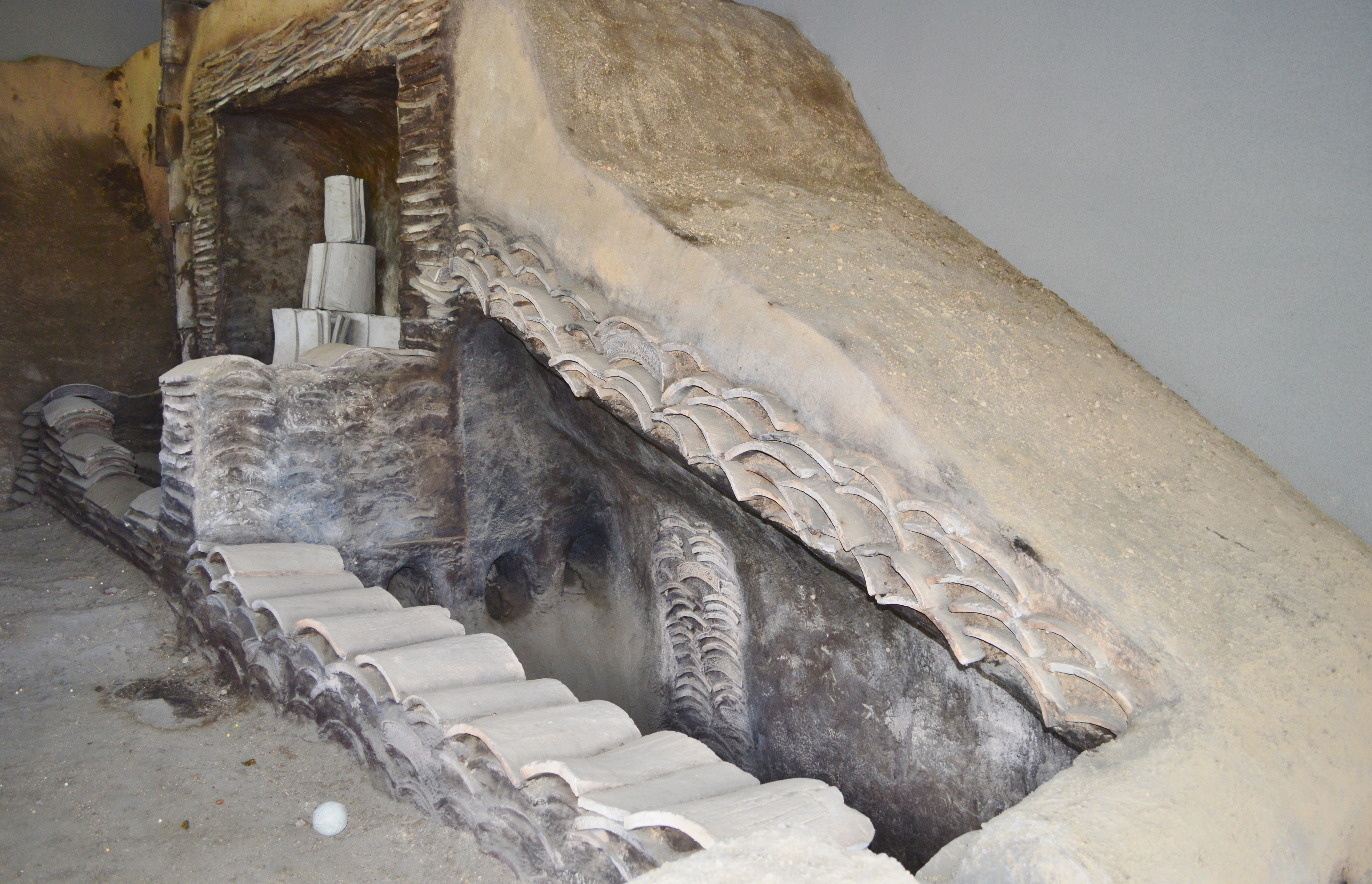
大安寺杉山2号瓦窯（復元）
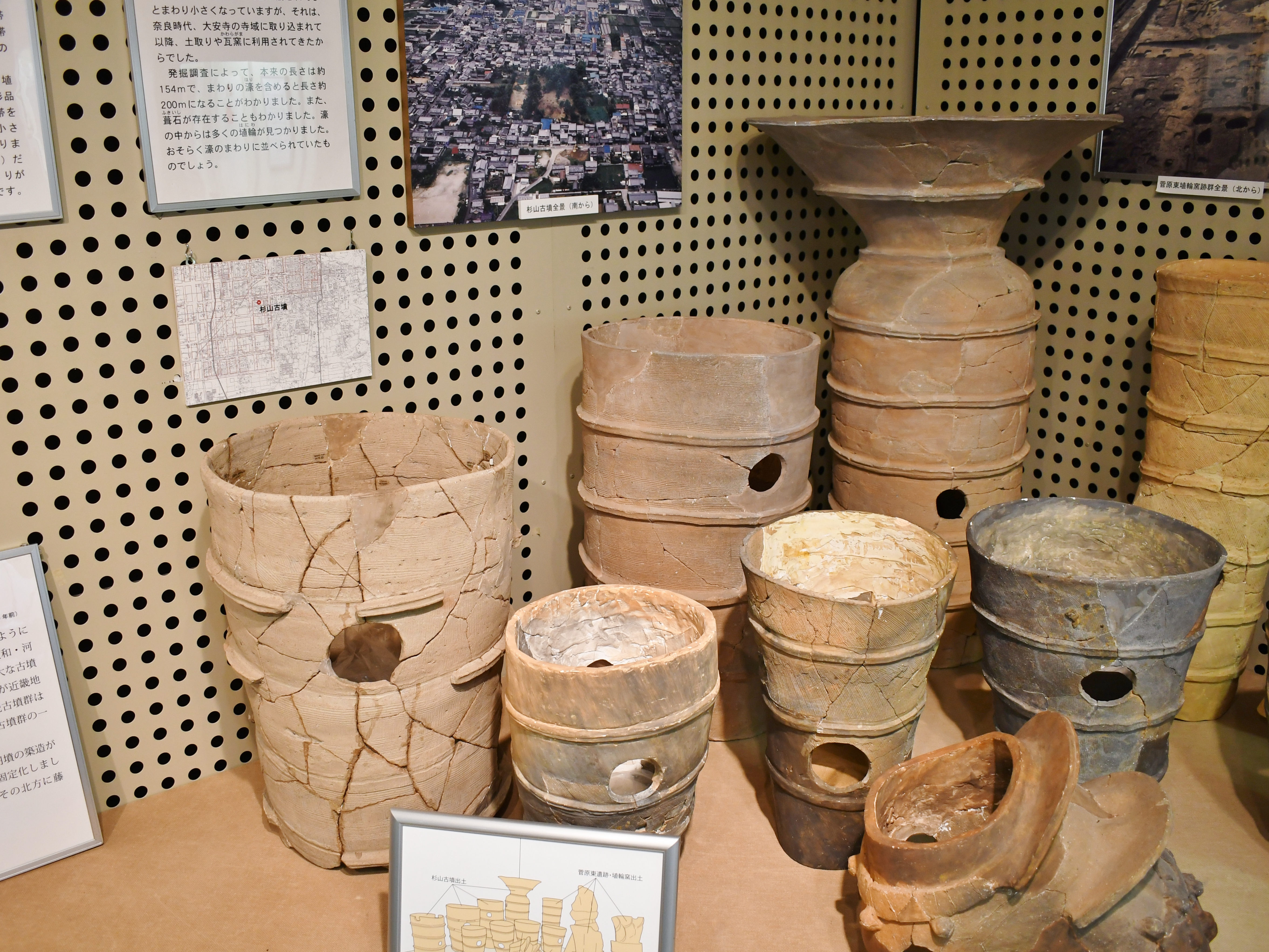
円筒埴輪・朝顔形埴輪 左奥3本。奈良市埋蔵文化財調査センター展示。

## 関連施設
- 奈良市埋蔵文化財調査センター（奈良市大安寺西） - 杉山古墳の出土埴輪を保管。

## 関連文献
（記事執筆に使用していない関連文献）
- 『史跡大安寺旧境内I -杉山古墳地区の発掘調査・整備事業報告-』奈良市教育委員会〈奈良市埋蔵文化財調査研究報告第1冊〉、1997年。